# مسعود زریبافان
مسعود زریبافان (زادهٔ ۱۳۳۶ در تهران) معاون رئیس‌جمهور در دولت محمود احمدی‌نژاد و رئیس سابق بنیاد شهید و امور ایثارگران و دبیر هیئت دولت بود. او دارای مهندسی عمران و کارشناسی ارشد شهرسازی و برنامه‌ریزی شهری است.
مسعود زریبافان که قبل از ریاست جمهوری محمود احمدی‌نژاد عضو شورای شهر تهران در دوره دوم بود، در زمان انتخابات نهم ریاست‌جمهوری (سال ۱۳۸۴)، مسئولیت ستاد مردمی حمایت از احمدی‌نژاد را بر عهده داشت.
پس از انتخابات ریاست‌جمهوری علاوه بر عضویت در شورای شهر تهران، به عنوان دبیر هیئت دولت نیز منصوب گردید. چندی بعد، با مصوبه مجلس مبنی بر ممنوعیت اشغال چند پست توسط کارکنان دولت ناچار به استعفا گردید و پس از شکست در انتخابات دور سوم شوراها (که به عنوان کاندیدای ائتلاف رایحه خوش خدمت بود)، ریاست مجمع باشگاه دولتی استقلال را در دست گرفت.
زریبافان در دولت دهم، به جای حسین دهقان به عنوان معاون رئیس‌جمهوری و رئیس بنیاد شهید و امور ایثارگران منصوب شد و پس از چندی، از ریاست مجمع باشگاه استقلال کناره‌گیری کرد.
در دوران مدیریت مسعود زریبافان در بنیاد شهید و امور ایثارگران در سال ۱۳۹۲، مجموعه‌ای از فساد مالی در این بنیاد افشا شد.

## برخی دیدگاه‌ها
- امیدوار رضایی، نماینده مجلس شورای اسلامی، در مهرماه ۸۸ مدعی تمایل دستگاه قضایی به دادن عنوان شهید به برخی از کشته شدگان از جمله محسن روح الامینی شد.[۱۲] مسعود زریبافان، اسامی سه قربانی بازداشتگاه کهریزک که از سوی نهادهای ذی‌ربط در بین شهدای پس از انتخابات قرار گرفته بود، را تکذیب کرد. محسن روح‌الامینی، محمد کامرانی و امیر جوادی‌فر، ۳ جان باخته حادثه کهریزک بودند.[۱۳]
- مسعود زریبافان، دربارهٔ اسفندیار رحیم مشایی گفته است که مشایی دائم‌الذکر و اهل توسل است و او را ۳۰ سال است که می‌شناسد و رفاقت دیرینه با او دارد.[۱۴]
- در مراسم رو نمایی از «متن قرآن کریم بر روی پوست» که با حضور چهره‌های مختلف سیاسی کشور و با تلاش جمعیت فرزندان شاهد و ایثارگر نو اندیش خدمتگزار در مرکز همایش‌های برج میلاد تهران برگزار شد، مسعود زریبافان از حضور در برج میلاد امتناع کرد. او دلیل این کار را تعلق داشتن برج میلاد به شهرداری عنوان کرد.[۱۵]
- مسعود زریبافان با انتقاد از سهمیه فرزندان شاهد گفته است: اختصاص سهمیه‌هایی برای تحصیل و اشتغال فرزندان شاهد و ایثارگر موجب خدشه‌دار شدن کرامت ایثارگران در جامعه شده است، بعضی از خبرگزاری‌ها از موضع وی انتقاد کرده‌اند.[۱۶]
- مسعود زریبافان با انتقاد از فیلم اخراجی‌ها ۳، گفته است: که انتظار بیشتری از آقای ده‌نمکی داشتیم. ساحت مقدس ایثارگران منزه‌تر از آن است که به منظور جذب مخاطب دست مایه طنز قرار گیرد.[۱۷]

## فساد مالی
در دوران مدیریت مسعود زریبافان در بنیاد شهید و امور ایثارگران در سال ۱۳۹۲، فساد ۱۷۰ میلیارد تومانی، اعطای ۸ هزار میلیارد تومان وام بدون ضمانت و با تبانی، کلاهبرداری از صرافی یکی از بانک‌ها در دوبی به مبلغ ۴۳۳ میلیون درهم، وجود ۵۰ تا ۷۰ نفر در یک شبکه فساد با همکاری برخی مدیران وقت بنیاد شهید و معامله با افراد و بخش‌های ممنوع‌المعامله در سال ۱۳۹۲ افشا شد.

## آخرین سوابق اجرایی و اجتماعی
- کارشناس اداره کل شهرسازی شهرداری تهران
- شهردار و معاون فرماندار مهاباد
- معاون عمرانی استاندار کردستان
- قائم مقام معاونت عمران بنیاد مستضعفان و جانبازان[۱۸]

## انتخابات ریاست‌جمهوری
وی در تاریخ ۲۵ اردیبهشت ۱۴۰۰ با حضور در وزارت کشور، رسماً اعلام نامزدی کرد اما در تاریخ ۲۸ اردیبهشت با حمایت از سید ابراهیم رئیسی از حضور در انتخابات کناره‌گیری کرد. زریبافان همچنین در روز ۱۳ خرداد ۱۴۰۳ با حضور در وزارت کشور برای انتخابات ریاست‌جمهوری دوره چهاردهم ثبت‌نام کرد.